# Elland
Elland – miasto w Anglii, w hrabstwie ceremonialnym West Yorkshire, w dystrykcie metropolitalnym Calderdale. Leży 24 km na południowy zachód od miasta Leeds i 268 km na północny zachód od Londynu. Miasto liczy 14 554 mieszkańców.